# Carolina Bazán
Carolina Bazán Bañados (* 1980 in Buenos Aires, Argentinien) ist eine chilenische Köchin.

## Werdegang
Carolina Bazán ist die Tochter eines chilenischen Diplomaten und hat vier Brüder. Bis zu ihrem 13. Lebensjahr lebte die Familie in verschiedenen Teilen Nord- und Südamerikas, wie in New York und Washington in den USA sowie in Peru. Ihre Mutter, die Frau des Botschafters, interessierte sich fürs Kochen und die jeweiligen Länderküchen und bewirtete häufiger Gäste, wobei die Kinder mithalfen.
1993 kehrte die Familie nach Chile zurück. Bazán machte dort nach Abschluss ihrer schulischen Ausbildung eine Berufsausbildung als Köchin und eröffnete anschließend als 23-Jährige gemeinsam mit ihrer Mutter 2003 in der chilenischen Hauptstadt Santiago das Restaurant Ambrosia, in dem sie als Küchenchefin heimische Aromen in den Mittelpunkt stellte.
Bazán unternahm mehrere Reisen und sammelte Eindrücke von regionalen Küchen und führenden Restaurants sowohl in Chile als auch in verschiedenen Ländern wie Peru, Brasilien, Italien und Thailand. 2010 ging sie für ein Jahr nach Frankreich, wo sie in Paris an der Kochschule École Supérieure de Cuisine Française – Ferrandi einen Weiterbildungskurs absolvierte und anschließend bei Grégory Marchand in dessen Restaurant Frenchie arbeitete. Nach Chile zurückgekehrt, veränderte sie ihren Kochstil und überarbeitete ihr Menü.
2013 verlegte Bazán den Standort ihres Restaurants Ambrosia nach Las Condes am Rande von Santiago und betreibt es seither unter neuem Konzept als „modernes, familiäres Bistro-Restaurant außerhalb der klassischen Gastronomie“. 2017 kam das Ambrosia Bistro hinzu, zehn Kilometer vom Restaurant entfernt in der benachbarten Umlandgemeinde Providencia. Seit 2014 wird das Ambrosia jährlich in der Rankingliste der „50 besten Restaurants von Lateinamerika“ (Latin America's Top 50 Restaurants) geführt. 2019 wurde Bazán von San Pellegrino als Latin America’s Best Female Chef ausgezeichnet.
Ihr Kochstil ist das Spiel mit intensiven, aber auch simplen Aromen. Diese verbindet Carolina Bazán mit typisch lateinamerikanischen Geschmäckern. Sie arbeitet dabei mit frischen Marktprodukten und bietet eine Speisekarte an, die sich je nach Jahreszeit täglich ändert.

## Privates
Ihre Lebenspartnerin ist die Sommelière Rosario Onetto, mit der sie zusammenarbeitet. Bazán hat zwei 2015 und 2019 geborene Kinder. Das Paar lebt mit den Kindern in Providencia.

## Auszeichnungen
- Seit 2014 – Carolina Bazáns Restaurant Ambrosia: Latin America's Top 50 Restaurants[7]
- 2019: Latin America’s Best Female Chef, San Pellegrino[5]

## Veröffentlichung
- mit Rosario Onetto: De Temporada. Planeta, Santiago de Chile 2016, ISBN 978-956-360-194-7 (spanisch).